# Sam Kydd
Sam Kydd (15 de febrero de 1915 –  26 de marzo de 1982) fue un actor británico.

## Biografía
Hijo de un official del ejército, Kydd nació en Belfast, Irlanda del Norte, aunque se mudó a Inglaterra siendo niño. Estudió en la Dunstable Grammar School de Dunstable, Inglaterra. Ya cumplidos los veinte años, buscaba trabajo en el mundo del espectáculo, como MC para la Oscar Rabin Band. 
En los inicios de la Segunda Guerra Mundial fue a Francia con el Fuerza Expedicionaria Británica pero fue rápidamente capturado, pasando el resto de la guerra en Stalag XX-A, un campo cercano a Toruń, en la Polonia ocupada por Alemania. Tras la guerra escribió un libro sobre su experiencia.
Durante su internamiento, que duró cinco años, dirigió las actividades teatrales del campo – diseñando y poniendo en escena obras. Se involucró tanto con su trabajo que, cuando se le ofreció la repatriación tras tres años prisionero, eligió continuar con su actividad teatral. En reconocimiento a sus valiosos servicios durante esos años, fue recompensado con un par de máscaras teatrales fabricadas por la Cruz Roja utilizando alambrada.
De vuelta al Reino Unido tras la guerra, Kydd retomó su carrera cinematográfica, la cual había iniciado en 1940 con They Came by Night. Actuó en muchos más filmes, incluyendo algunos títulos memorables como The Blue Lamp, Father Brown, The 39 Steps y I'm All Right Jack. A menudo interpretaba a personajes cockneys. Es recordado sobre todo como actor de carácter en filmes como Chance of a Lifetime, The Cruel Sea, Sink the Bismarck, Too Late the Hero, Yangtse Incident, Reach for the Sky, El ojo de la aguja y Steptoe and Son Ride Again.
Kydd intervino en más de 100 películas y series televisivas, incluyendo 'Pickwick Papers', Mess Mates, Arthur Askey, Benny Hill, Charlie Drake, Harry Worth, The Expert, Dixon of Dock Green, Crane y Orlando en 1963. En Crane Kydd interpretó a Orlando O'Connor. En el programa participaba Patrick Allen. El personaje de Kydd se hizo tan popular que cuando 'Crane' finalizó se le dio la oportunidad de actuar en su propia serie, Orlando, dedicada al público infantil.
También actuó en Fossett Saga y Curry and Chips, así como en las versiones para la gran pantalla de Dad's Army (1971) y Till Death Do Us Part. Entre sus innumerables trabajos televisivos figuran The Tony Hancock Show, la alabada serie Minder, Orlando, Crane, Crossroads, Coronation Street (en la que hacía el papel de padre de Mike Baldwin), The Eric Sykes Show y Follyfoot.
Se casó con Pinkie Barnes, una antigua campeona de tenis, ganadora de diferentes trofeos, y que había jugado representando a Inglaterra entre 1946 y 1950.
Kydd falleció a causa de una enfermedad respiratoria en Londres, Inglaterra, en 1982. Su hijo, Jonathan Kydd, siguió los pasos de su padre y se dedicó a la interpretación.